# Гексахлоропалладат(IV) калия
Гексахлоропаллада́т(IV) ка́лия — неорганическое соединение, комплексное соединение металла палладия с формулой K2[PdCl6], красно-коричневые кристаллы, плохо растворимые в воде.

## Получение
- Растворение тетрахлоропалладата(II) калия в «царской водке»:

{\displaystyle {\mathsf {3K_{2}[PdCl_{4}]+6HCl+2HNO_{3}\ {\xrightarrow {}}\ 3K_{2}[PdCl_{6}]\downarrow +2NO\uparrow +4H_{2}O}}}
- Пропускание хлора через суспензию тетрахлоропалладата(II) калия в растворе хлорида калия:

{\displaystyle {\mathsf {K_{2}[PdCl_{4}]+Cl_{2}\ {\xrightarrow {}}\ K_{2}[PdCl_{6}]\downarrow }}}

## Физические свойства
Гексахлоропалладат(IV) калия образует красно-коричневые кристаллы кубической сингонии, параметры ячейки a = 0,976 нм.
Плохо растворяется в холодной воде, в кипящей разлагается, р ПР = 5,22. Кристаллогидратов не образует.

## Химические свойства
- Разлагается при нагревании или в горячем концентрированном растворе соляной кислоты:

{\displaystyle {\mathsf {K_{2}[PdCl_{6}]\ {\xrightarrow {380^{o}C}}\ K_{2}[PdCl_{4}]+Cl_{2}}}}
- Реагирует с горячей водой:

{\displaystyle {\mathsf {K_{2}[PdCl_{6}]+2H_{2}O\ {\xrightarrow {100^{o}C}}\ Pd(OH)_{2}\downarrow +Cl_{2}\uparrow +2KCl+2HCl\uparrow }}}
- Реагирует с разбавленными щелочами:

{\displaystyle {\mathsf {K_{2}[PdCl_{6}]+4KOH\ {\xrightarrow {100^{o}C}}\ PdO_{2}\downarrow +6KCl+2H_{2}O}}}
- Реагирует с разбавленным раствором аммиака[1]:

{\displaystyle {\mathsf {3K_{2}[PdCl_{6}]+8NH_{4}OH\ {\xrightarrow {}}\ 3Pd(NH_{3})_{2}Cl_{2}\downarrow +N_{2}\uparrow +6KCl+6NH_{4}Cl+8H_{2}O}}}